# Sigfrido di Växjö
Sigfrido di Växjö (Inghilterra, X secolo – Växjö, 1045) è stato un vescovo inglese, considerato l'"Apostolo della Svezia" e patrono della stessa.

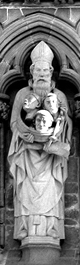
San Sigfrido sulla facciata della Cattedrale di Nidaros, Norvegia

Nacque in Inghilterra, fu mandato a rievangelizzare la Svezia, battezzò il re Olof III di Svezia e collaborò con lui per diffondere la fede cristiana in Svezia e Danimarca.

## Agiografia
Fu monaco presso il monastero benedettino di Glastonbury. Venne incaricato da re Etelberto di andare in Norvegia dal re Olaf Tryggvason come vescovo missionario per contribuire all'evangelizzazione della penisola Scandinava. Secondo la Leggenda di Sigfrido scritta attorno al 1200, fu arcivescovo di York e fu mandato in Svezia da re Mildred d'Inghilterra (personaggio non ben individuato). Già nel IX secolo la fede cristiana era stata portata in Svezia da sant'Ansgario, ma il paese era ricaduto nel paganesimo.
Dalla Norvegia Sigfrido andò in Danimarca,  poi giunse in Svezia, si fermò nel territorio di Värend, nello Småland, dove, assieme a tre nipoti, Unaman (sacerdote), Sunaman (diacono) e Vinaman (suddiacono), costruì una chiesa.
Nel 1008 chiamato dal re Olof Skötkonung, affidò la comunità di Värend ai tre nipoti e andò a Husaby, ai piedi del monte Kinnekulle, sul lago Vänern, dove battezzò il re in una fonte che lì si trovava. Poi partì per predicare in provincie più interne della Svezia. Rientrò infine a Värend e trovò il paese devastato da un banda di predoni guidati da Gunnar Gröpe, che avevano ucciso anche i suoi tre nipoti, li avevano decapitati e ne avevano gettato le teste nel lago dentro un cestello di legno, che Sigfrido ritrovò. Il re Olof fece catturare i razziatori e li fece condannare a morte, ma Sigfrido intercesse per loro e fece commutare la condanna in una pena pecuniaria, che però lasciò al re, facendosi donare un terreno a Tiutursby fra il lago di Växjö e il lago di Helga per costruirvi una missione.
Adamo di Brema, nel suo Hammaburgensis Gesta Ecclesiae Pontificum, riferisce che dopo quest'episodio, dato che gran parte degli svedesi erano pagani, Olof fu costretto a limitare l'attività di Sigfrido alla provincia di Västergötland, già convertita.
Proseguì ancora a lungo la sua attività missionaria in Svezia e Danimarca, fu il primo vescovo di Skara. Attorno al 1030 andò in visita all'arcivescovo di Brema Ermanno di cui era suffraganeo. Canonizzò la prima santa norvegese santa Sunniva.
Nel 1045 morì a Växjö.

## Culto

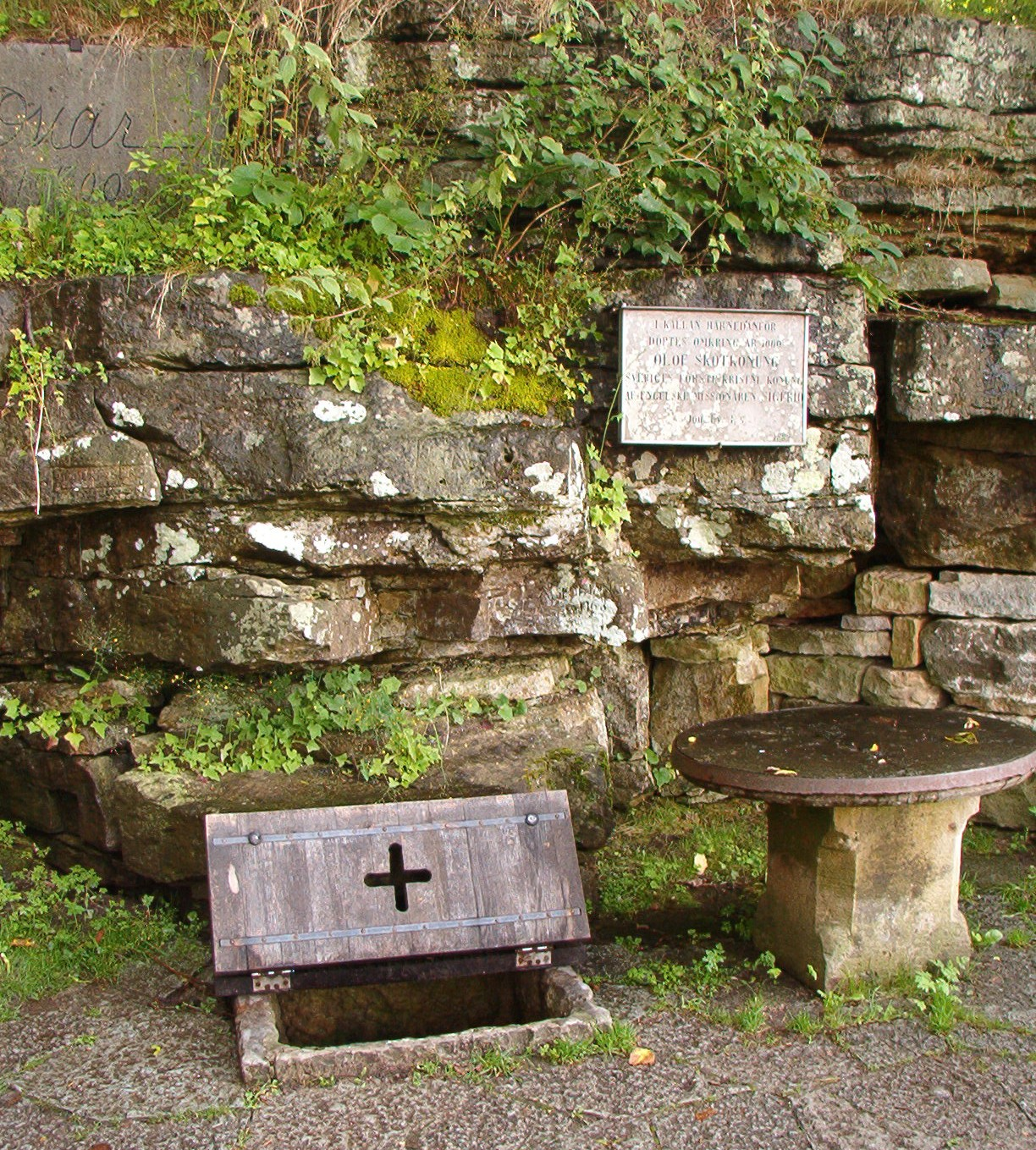
Fonte di Husaby dove san Sigfrido battezzò re Olof III di Svezia.

Il Martirologio romano fissa la memoria liturgica il 15 febbraio.
È stato canonizzato da papa Adriano IV (1154 - 1159), che era stato legato pontificio in Svezia, ma non ci restano tracce dei documenti.
Alla sua morte fu sepolto nella cattedrale di Växjö, che lui stesso aveva fatto costruire, il suo reliquiario fu lì custodito, nella navata centrale, fino al 1600, quando fu distrutto per ordine dei vescovi riformati Petrus Jonae e Angermannus.
Il culto di san Sigfrido si diffuse molto in Svezia, per poi scemare con l'avvento del protestantesimo. Alla fonte di Husaby, dove battezzò il re Olof, avvennero parecchi miracoli e l'acqua è ritenuta miracolosa. 
Nelle rappresentazioni artistiche è raffigurato in abiti vescovili e con in mano un cesto di legno, dove sono poggiate le tre teste dei nipoti uccisi. Oppure nell'atto di battezzare re Olof. O anche mentre benedice il mare dal ponte di una nave con due vescovi amici.
Växjö è il centro più importante del culto di san Sigfrido, alcune sue reliquie sono custodite a Copenaghen e Roskilde.
A Vallsjö, vicino Sävsjö c'è una chiesetta di montagna con una sorgente vicina, sopra di questa vi sono due buchi nella roccia che secondo una tradizione popolare sono le impronte dei ginocchi di Sigfrido.